# متحف مرسين البحري
متحف مرسين البحري، هو متحف بحري في مدينة مرسين في تركيا.

## تاريخ المتحف
قررت البحرية التركية إنشاء متحف بحري في مدينة مرسين التي تُعتبر من الموانئ المهمة في تركيا، tبدأ العمل فيه يوم 16 سبتمبر عام 2009م وافتُتح للجمهور في 14 يوليو عام 2011. وهو رابع متحف بحري في تركيا بعد متحف إسطنبول البحري والإسكندرونة وجنق قلعة.

## المتحف
يوجد بالقاعة الرئيسية التي تبلغ مساحتها 400 متر مربع (4300 قدم مربعة) ، أزياء عسكرية وأسلحة ونماذج لسفن تاريخية ولوحات مرسومة عن المعارك المهمة وصور لأمراء بحار عثمانيين وسلاجقة مثل زاخاس باي وعمر بك وبيري ريس وحسن باشا الجزايرلي.
في قاعة العرض التفاعلي، يُمكن للزوار مشاهدة أشرطة الفيديو للطراد حميدية، السفينة محمودية، معركة بريفيزا وخير الدين بارباروسا، زارعة الألغام نصرت، والطراد يافوز.
المعدات العسكرية الكبيرة مثل الرادارات والطوربيدات، معروضة في ساحة المتحف الخارجية.
|  |  |  |  |  |